# Liu Haiguang
Liu Haiguang ((zh)), né le 11 juillet 1963 à Shanghai, est un footballeur international chinois qui réalise la majorité de sa carrière en jouant pour le Shanghai Shenhua. En 1987, il rejoint le club Yougoslave du Partizan Belgrade, où il sera avec Jia Xiuquan l'un des premiers footballeurs chinois à jouer en Europe.

## Biographie
Liu Haiguang commence sa carrière dans le centre de formation du Shanghai Shenhua. Avec la sélection chinoise des moins de 20 ans, il participe à la Coupe du monde des moins de 20 ans 1983, où il marque un but. Son équipe est éliminée dans les phases de groupe. 
Après cette compétition, il joue au sein de la première équipe du Shanghai Shenhua et se voit promu avec les seniors de la sélection chinoise, où il est figure dans l'équipe pour la Coupe d'Asie 1984. Son équipe est finaliste de cette compétition. Il devient alors un pilier de l'équipe de Chine. 
En 1987, il rejoint le club de la capitale yougoslave, le FK Partizan Belgrade. Avec son coéquipier, de club et de sélection, Jia Xiuquan, ils seront les premiers footballeurs chinois à jouer dans un club européen. Liu remporte la Coup de Yougoslavie 1989. Après deux saisons en Yougoslavie, il retourne au Shanghai Shenhua.
Sur la scène internationale, il participe lors de son passage en Europe à la Coupe d'Asie 1988 et aux Jeux olympiques d'été de 1988. Il devient alors le meilleur buteur de l'équipe de Chine avec 36 buts. Son record sera ensuite battu par Hao Haidong. 
Liu Haiguang prend sa retraite en 1991.

## Palmarès

### Équipe de Chine
- Finaliste de la Coupe d'Asie des nations en 1984

### FK Partizan Belgrade
- Vainqueur de la Coupe de Yougoslavie en 1989

### Shanghai Shenhua
- Vainqueur de la Coupe de Chine en 1991